# Veyretella flabellata
Veyretella flabellata je rizomatozni geofit iz porodice orhideja ili kaćunovki.. Ova vrsta opisana je tek 2005. godine, i gabonski je endem.
Rizom je dug oko 10 cm, puzeći, nježan. Stabljika naraste do 9 cm uspravna, nježna, gola. Cvat dvocvjetni, cvjetovi mali, bijeli. Veyretella ﬂabellata lako se razlikuje od V. hetaeroides po morfologiji usana.